# 安德森克里克 (北卡羅萊納州)
安德森克里克（英語：Anderson Creek）是位於美國北卡羅萊納州哈尼特縣的普查規定居民點。

## 人口
根據2020年美國人口普查的數據，安德森克里克的面積為50.65平方千米，當中陸地面積為50.50平方千米，而水域面積為0.15平方千米。當地共有人口13636人，而人口密度為每平方千米269.22人。